# Asarum lewisii
Asarum lewisii Fernald – gatunek rośliny z rodziny kokornakowatych (Aristolochiaceae Juss.). Występuje naturalnie we wschodnich Stanach Zjednoczonych – w Karolinie Północnej oraz Wirginii. 

## Morfologia
PokrójBylina z pionowymi kłączami o średnicy 2–3 mm.
LiścieMają  trójkątnie sercowaty, sercowaty lub okrągło sercowaty kształt. Mierzą 2–3 cm długości oraz 3,5–6 cm szerokości. Są owłosione od spodu. Blaszka liściowa jest o sercowatej nasadzie i wierzchołku od ostrego do spiczastego. Ogonek liściowy jest nagi i dorasta do 8–25 cm długości.
KwiatyOkwiat ma dzwonkowato cylindryczny lub dzbankowaty kształt, jest owłosiony od wewnętrznej strony i dorasta do 1,4–2 cm długości oraz 1,6–2,2 cm szerokości. Listki okwiatu są rozpostarte i mierzą 8–15 mm długości. Zalążnia jest górna.
Gatunki podobneRoślina jest podobna do gatunku A. arifolium, ale różni się od niego kształtem liści oraz kwiatami (między innymi większymi listkami okwiatu).

## Biologia i ekologia
Rośnie w lasach. Występuje na wysokości do 200 m n.p.m. Kwitnie od kwietnia do maja.